# Droga ekspresowa S1 (Polska)
Droga ekspresowa S1 – budowana polska droga ekspresowa o docelowej długości łącznej ok. 135 km, położona na obszarze województw śląskiego i małopolskiego. Zgodnie z planami łączy Pyrzowice (A1) z granicą ze Słowacją w Zwardoniu oraz ze słowacką autostradą D3. Część trasy stanowi wschodnia obwodnica GOP.

## Wcześniejsze oznaczenia
4 sierpnia 2016 r. odcinek drogi ekspresowej Bielsko-Biała (Komorowice) – Cieszyn uprzednio oznaczony jako S1 został oznaczony jako droga ekspresowa S52 a dotychczasowy odcinek drogi ekspresowej S69 Bielsko-Biała (Komorowice) – Zwardoń stał się drogą ekspresową S1. Jeszcze wcześniej droga na odcinku Bielsko-Biała – Zwardoń – granica państwa oznaczona była jako droga ekspresowa S94. W związku z reformacją numeracji sieci dróg cały przebieg S94 włączono w ciąg drogi S69, która ostatecznie stała się częścią drogi S1.

## Istniejące odcinki
Obecnie status drogi ekspresowej posiadają następujące odcinki:

### Pyrzowice Lotnisko–Tychy
Długość łączna: 48,5 km. Składa się on z następujących odcinków:
- węzeł Pyrzowice – węzeł Pyrzowice-Lotnisko (1,9 km), oddany do użytku 1 czerwca 2012[5]
- Lotnisko – Podwarpie (9,7 km, oddany do użytku 20 listopada 2006 jako jednojezdniowy)[6]. 23 grudnia 2008 została wydana decyzja środowiskowa na budowę drugiej jezdni; 17 maja 2010 uzyskano zezwolenie na realizację inwestycji drogowej (ZnRID). 7 października 2015 ogłoszono przetarg na budowę odcinka[7]. W lipcu 2017 r. wybrano ofertę złożoną przez konsorcjum Mostostalu Warszawa i Acciona Construccion[8], jednak wybrany wykonawca odstąpił od podpisania umowy. Pozostałe firmy, które złożyły oferty w przetargu, poinformowały, że nie są zainteresowane podpisaniem kontraktu. Ostatecznie przetarg został unieważniony[9]. Umowa została podpisana 26 listopada 2018 r. Czas realizacji to 20 miesięcy, czyli docelowo od listopada 2018 r. do kwietnia 2021 roku[10]. Drugą jezdnię oddano do użytku ostatecznie w maju 2021.[11]
- węzeł Podwarpie – 1,5 km,
- węzeł Podwarpie – węzeł Dąbrowa Górnicza Pogoria (6,95 km - przebudowa). Na dwujezdniowym kolizyjnym (niebędącym drogą ekspresową) odcinku drogi zaplanowano likwidację 4 jednopoziomowych skrzyżowań i zastąpienie dwoma węzłami drogowymi Dąbrowa Górnicza Pogoria (istniejący) oraz Dąbrowa Górnicza Ząbkowice (w budowie), czterema wiaduktami drogowymi, czterema mostami oraz dwiema kładkami dla pieszych. Jest elementem podniesienia parametrów trasy do standardu drogi ekspresowej. Uzyskano decyzję środowiskową (DŚU) 25 lipca 2012 roku[12]. Przetarg został ogłoszony 16 grudnia 2019[13]. 11 września 2020 podpisano umowę z Budimex na realizację tego odcinka drogi w trybie "Projektuj i buduj". Koniec realizacji planowany jest na 11 grudnia 2023 roku[14]. Jezdnie główne oddana do użytku 2 lipca 2024 roku[15].W dniu 24 czerwca 2024 uzyskano w terminie kontraktowym decyzje pozwolenia na użytkowanie umożliwiające dopuszczenie do ruchu. Od pierwszych dni lipca 2024 jest udostępniony prawie 7 kilometrowy odcinek trasy S1, który w tym miejscu zastąpił istniejącą drogę krajową nr 1.[16]. 18 grudnia 2024 roku oddano do użytku przebudowany węzeł Dąbrowa Górnicza Pogoria w pełnym dwupasowym przekrojem na obu jezdniach S1. Przebudowa wiaduktu drogowego nad S1 w ciągu drogi wojewódzkiej nr 796 - ulicy Armii Krajowej w Dąbrowie Górniczej trwała od stycznia tego roku. Realizowana była na podstawie aneksu, rozszerzającego podstawowy zakres przebudowy drogi krajowej do parametrów drogi ekspresowej na odcinku Podwarpie – Dąbrowa Górnicza[17].
- Dąbrowa Górnicza – Mysłowice Kosztowy – Tychy (35,4 km, z lat 1978–1983, Wschodnia obwodnica GOP, z czego 30,2 km pokrywa się z docelowym przebiegiem S1)

### Północno-wschodnia obwodnica Bielska-Białej
Długość łączna: 11,9 km. Składa się z odcinków:
- węzeł Komorowice – węzeł Rosta (2,8 km), oddany do użytku 19 sierpnia 2011
- węzeł Rosta – węzeł Mikuszowice (9,1 km), oddany do użytku 28 października 2011

Do 4 sierpnia 2016 oznakowana jako S69.

### Bielsko-Biała w.Mikuszowice–Żywiec
Długość łączna: 15,6 km. W tym odcinku „zawarty” jest węzeł Wilkowice. Składa się z odcinków:
- Bielsko-Biała (węzeł Mikuszowice) – węzeł Buczkowice (wraz z węzłem Wilkowice), długość: 6,1 km; odcinek oddano do użytku 6 listopada 2014.
- węzeł Buczkowice – Żywiec (9,5 km), oddany do użytku 24 lipca 2015[20]

### Żywiec–Browar–Przybędza
Długość łączna: 7,7 km. Oddanie do ruchu nastąpiło w styczniu 2007 roku. Składa się z odcinków:
- Żywiec – Browar (dł. 2,8 km)
- Browar – Przybędza (dł. 4,9 km.)

W skład trasy wchodzi 1,5 km drogi dojazdowej łączącej węzeł Żywiec z mostem na Sole w Żywcu (otwarty 8 stycznia 2007).

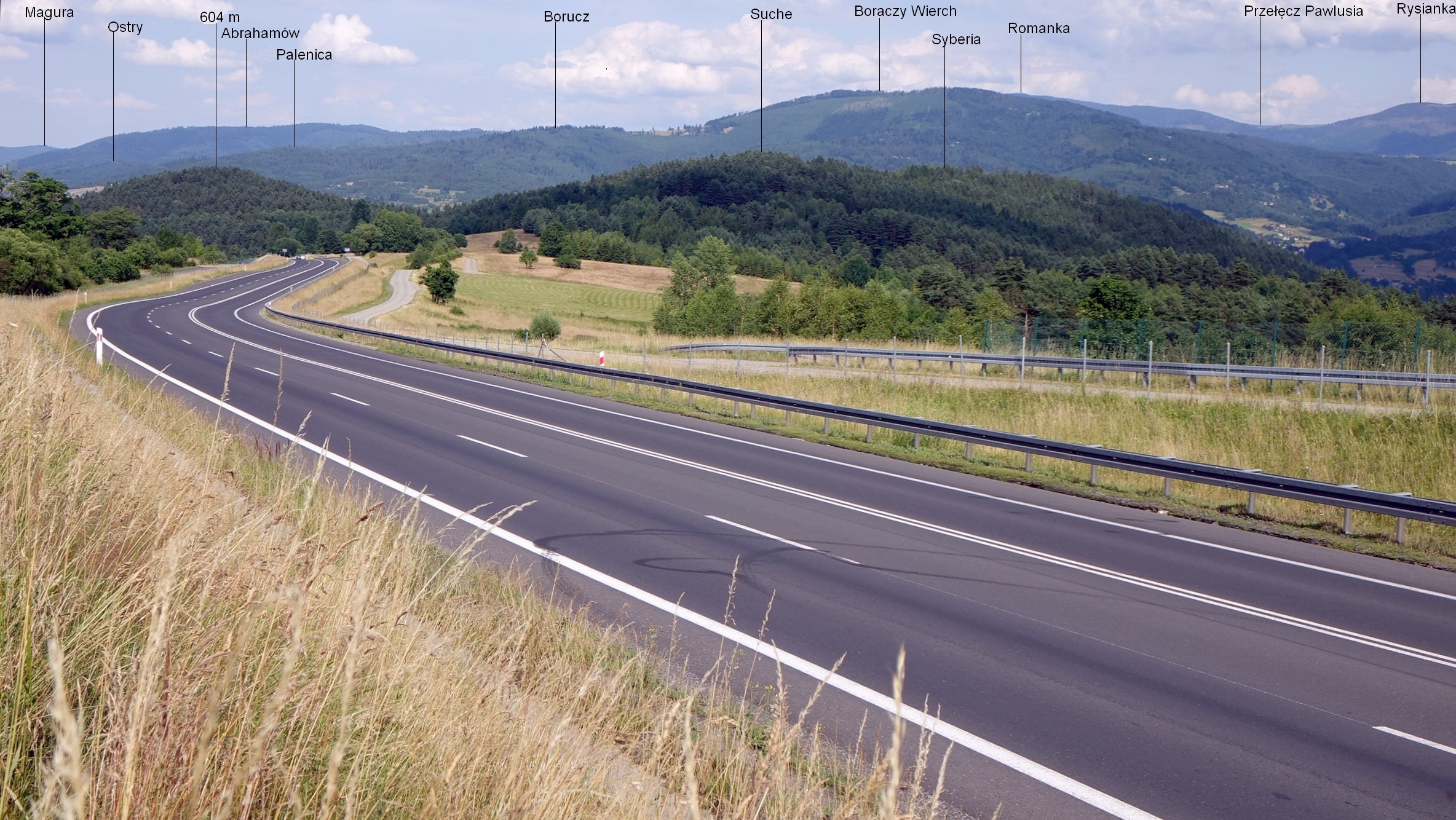
S1 w Lalikach

### Milówka–Zwardoń/Myto–Skalité
Długość łączna: 10,8 km. Trasa składa się z odcinków:
- Milówka – Szare. Długość: 2,9 km. Odcinek jednojezdniowy. Wraz z odcinkiem oddano 1,8 km zmodernizowanej drogi dojazdowej łączącej byłą S69 (obecnie S1) z centrum Milówki. Odcinek otwarto 8 stycznia 2007[22].
- Szare – Laliki. Długość: 4,7 km. Odcinek jednojezdniowy. podpisanie umowy: październik 2007[24]. W ramach projektu powstał tunel Emilia, pierwszy w Polsce tunel drogowy zbudowany poza miastem, posiadający dwie równoległe nawy (jedna z nich o przeznaczeniu technicznym i ewakuacyjnym). Powstały także budynki sterowania tunelem, przejścia dla zwierząt, ekrany akustyczne, wodociągi do domów zagrożonych brakiem wody oraz kanalizacja i urządzenia oczyszczające. Otwarcie: 5 marca 2010[25].
- Laliki – Zwardoń. Długość: 1,8 km. Odcinek jednojezdniowy. Podpisanie umowy: czerwiec 2007[26]. Odcinek oddany do użytku 28 grudnia 2008 roku.
- Zwardoń – Zwardoń/Myto–Skalité. Długość: 1,4 km (droga dwujezdniowa). Zakończenie robót: grudzień 2004.

## Historia budowy

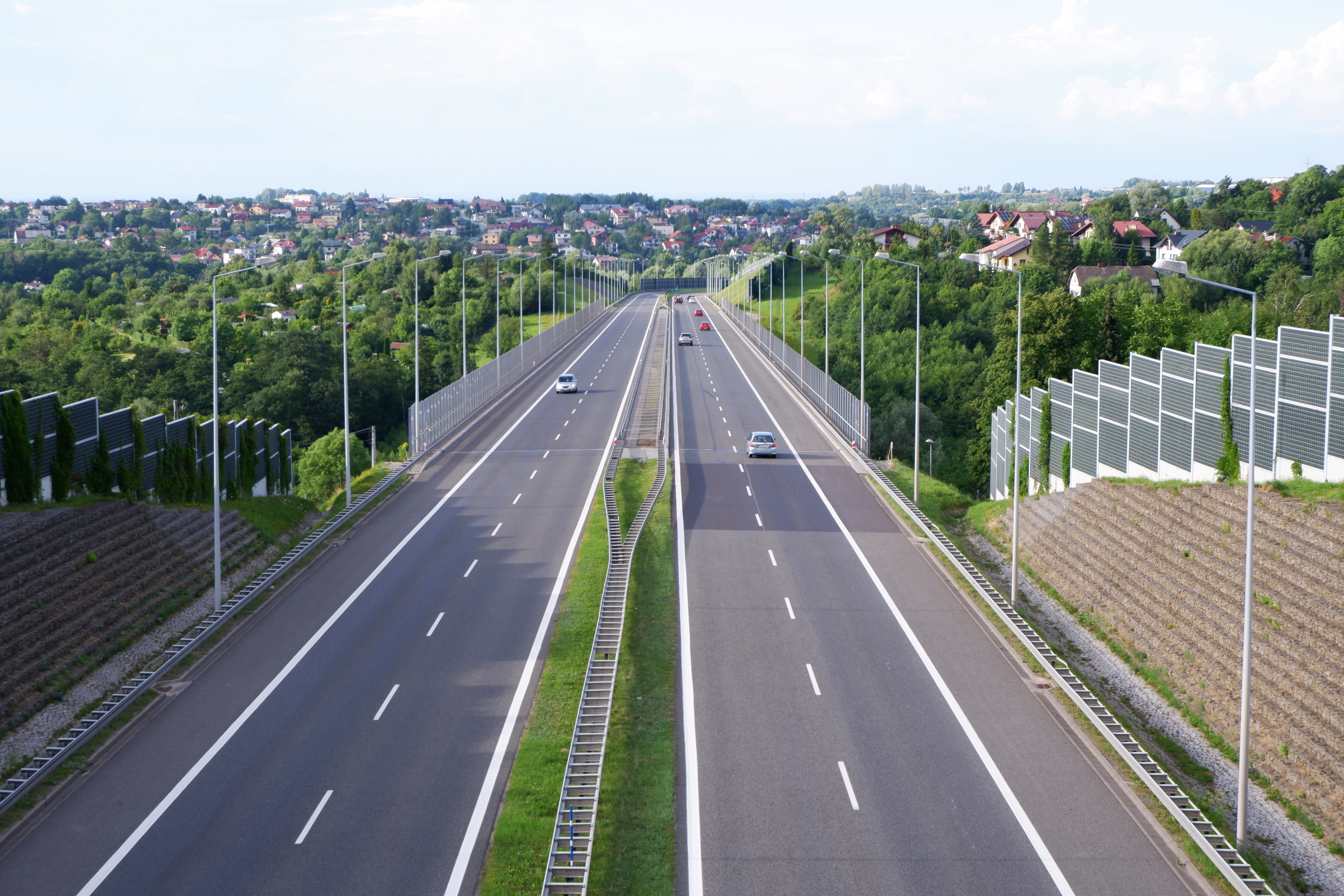
S1 jako obwodnica Bielska-Białej

- Obwodnica Bielska-Białej (planowany węzeł Suchy Potok z S69 (obecnie S1) – węzeł Komorowice):

22 października 2008 w Urzędzie Miejskim w Bielsku-Białej podpisano umowę na budowę północno-wschodniej obwodnicy Bielska-Białej w skład której wchodzi odcinek S1 Bielsko-Biała Suchy Potok (S69) – Bielsko-Biała Komorowice. 19 sierpnia 2011 do użytku został oddany odcinek między węzłem Rosta a węzłem Komorowice (2,8 km). 28 października 2011 zakończono budowę odcinka od planowanego węzła Suchy Potok do węzła Rosta. Do użytku oddano także całą Wschodnią Obwodnicę Bielska-Białej, aż do węzła Mikuszowice. Część drogi S1/S69 (obecnie S52/S1) w okolicy przyszłego węzła Suchy Potok nie była oznaczona jako ekspresowa.

## Odcinki w budowie

### węzełMysłowiceKosztowy II– węzełOświęcim
Odcinek o długości 12,9 km. Przetarg na realizację zamówienia ogłoszono 10 października 2019. Najniższą ofertę złożyła firma China State Construction Engineering Corporation (CSCEC). GDDKiA uznała ofertę CSCEC za niejasną i niewystarczająco uzasadnioną (zwłaszcza pod względem ceny), a 22 lutego 2021 unieważniono przetarg. Ze względu na konieczność zrealizowania zamówienia do końca 2023 roku i wyłonienia wykonawcy odcinek został podzielony na dwa odcinki w celu realizacji zamówienia. Pierwszy to 10-kilometrowy odcinek od węzła Mysłowice Kosztowy II do węzła Bieruń a drugi to 2,9 km odcinek od węzła Bieruń do węzła Oświęcim.

#### węzełMysłowiceKosztowy II(z węzłem) – węzełBieruń(bez węzła)
Odcinek o długości 10 km. 11 czerwca 2021 wysłane zostało ogłoszenie o przetargu do Dziennika Urzędowego UE. 4 lipca 2022 podpisano z firmą Budimex umowę o wartości prawie 490 mln zł. Wykonawca zobowiązał się wybudować odcinek do IV kwartału 2025. 8 kwietnia 2023 r. do Wojewody Śląskiego trafił wniosek o wydanie decyzji ZRID. Długotrwały proces jej wydawania wynikał m.in. z konieczności uzyskania postanowienia Regionalnej Dyrekcji Ochrony Środowiska (RDOŚ) oraz zmian stanu prawnego części nieruchomości objętych inwestycją, co wymusiło ich uwzględnienie w dokumentacji i ponowną jej weryfikację. Wszystko to sprawiło, że decyzja ZRID została wydana dopiero 7 lutego 2025 r. W efekcie główny front robót został otwarty po okresie zimowym. Tym samym pierwotny termin zakończenia prac na tym odcinku (październik 2025 r.) okazał się nierealny. Zakończenie prac dla odcinków od Mysłowic do węzła Bieruń i udostępnienie ich w pełnym, dwujezdniowym przekroju planuję się na koniec 2026 roku.

#### węzełBieruń(z węzłem) – węzełOświęcim(bez węzła)
Odcinek o długości 2,9 km. Zaproszenie do negocjacji z wolnej ręki dla konsorcjum firm Mota-Engil Central Europe i PORR wysłane zostało 1 kwietnia 2021. Firma Strabag wniosła odwołanie do KIO, które 17 maja 2021 zostało rozpatrzone pozytywnie. 21 maja 2021 GDDKiA unieważniło postępowanie. 1 czerwca 2021 wysłano ogłoszenia o przetargu do Dz. Urz. UE. 4 czerwca 2021 zamieszczono postępowanie przetargowe na platformie zakupowej. 30 listopada 2021 została podpisana umowa z firmą Strabag Sp. z o.o. na realizację inwestycji, a jej kwota wynosiła 212 701 633,06 zł brutto. Pierwotnym, przewidywanym terminem zakończenia robót był 15 grudnia 2024r., w późniejszym czasie termin ten przesunięto na końcówkę roku 2025.

### węzełOświęcimz węzłem -Dankowice
Odcinek o długości 15,8 km realizowany w systemie "Projektuj i buduj". Przetarg został ogłoszony 11 października 2019, a wyłonienie najkorzystniejszej oferty nastąpiło 27 marca 2020. Podpisanie umowy z konsorcjum: Porr S.A. / Mota-Engil Central Europe S.A. odbyło się 14 maja 2020. Wniosek w sprawie zezwolenia na realizację inwestycji został złożony 12 marca 2021. Na tym odcinku planowanych jest 18 obiektów mostowych, 13 przepustów i 3 węzły: węzeł Oświęcim, węzeł Wola i węzeł Brzeszcze. Koszt inwestycji planowany jest na 989 751 443,10 zł. Planowane zakończenie robót 14 sierpnia 2023.27 września 2023 roku został podpisany aneks, który zmienił datę planowanego zakończenia robót o 378 dni od wcześniejszej daty, więc przewidywana data zakończenia prac to 26 sierpnia 2024 roku.

### Dankowice– węzełSuchy Potokz węzłem

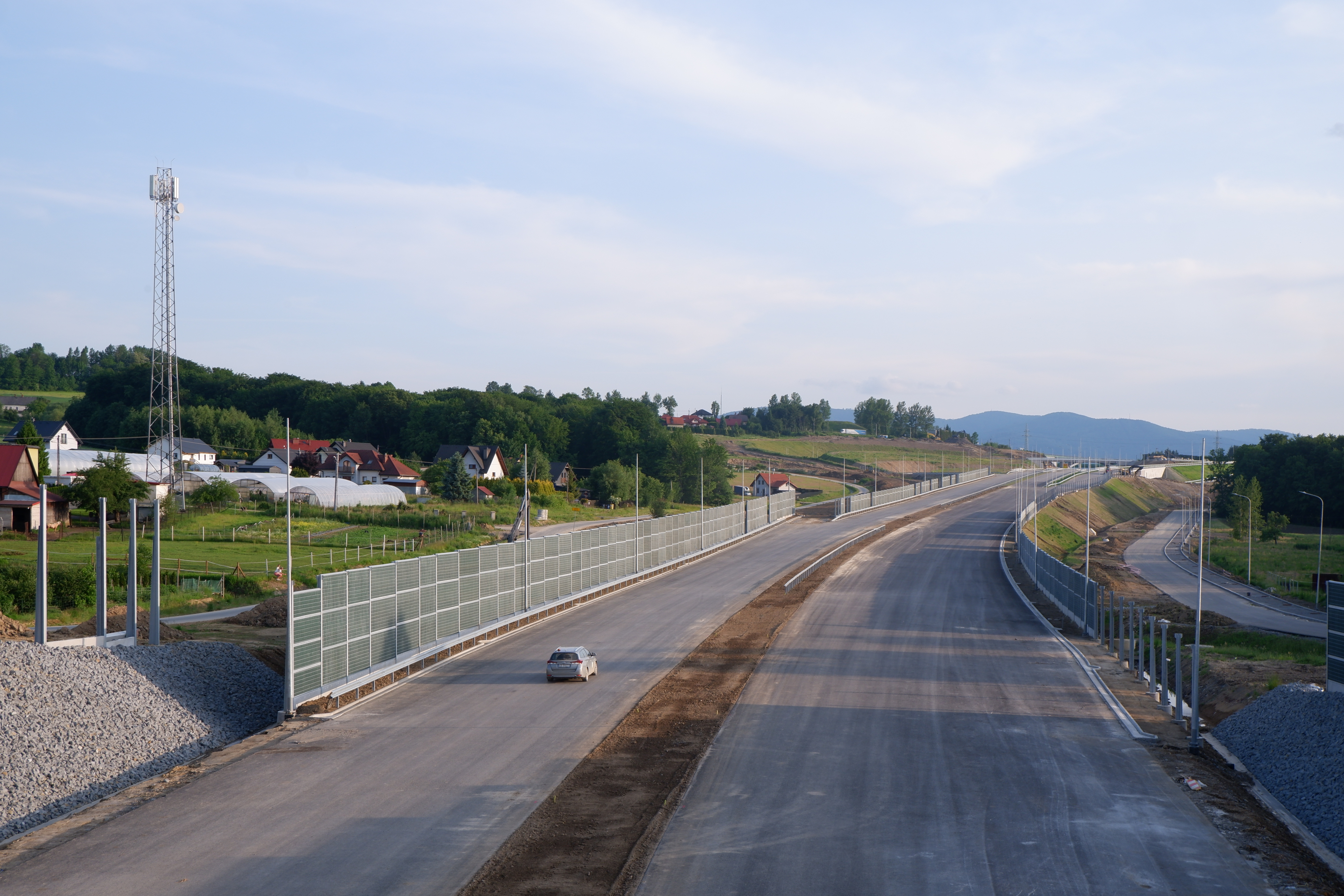
Budowa drogi ekspresowej S1 w Hałcnowie (dzielnica Bielska-Białej), czerwiec 2025

Odcinek o długości 12 km realizowany w systemie "Projektuj i buduj" przez konsorcjum firm Mirbud S.A., Kobylarnia S.A. Wykonawca robót został wyłoniony w przetargu ogłoszonym 11 października 2019 a najkorzystniejsza oferta wybrana została w dniu 16 czerwca 2020. Podpisanie umowy z wykonawcą odbyło się 3 sierpnia 2020 na kwotę 586 710 000,00 zł. W skład odcinka mają wejść 24 obiekty mostowe i 2 mury oporowe oraz 2 węzły: węzeł Stara Wieś i węzeł Suchy Potok. Przewidywane zakończenie robót to 3 listopada 2023. 11 grudnia 2023 roku został podpisany aneks który zmienił datę planowanego zakończenia robót o 287 dni od wcześniejszej daty, więc przewidywana data zakończenia prac to 27 sierpnia 2024 roku.

### węzełPrzybędza– węzełMilówka
Odcinek o długości 8,53 km nazywany jest obwodnicą Węgierskiej Górki. 17 stycznia 2018 roku został ogłoszony przetarg na projekt i budowę brakującego odcinka między węzłami Milówka i Przybędza. Ze względu na teren górzysty, droga ekspresowa zostanie poprowadzona przez dwa dwukomorowe tunele (pierwszy pod masywem Mała Barania o długości 834 metrów, drugi pod masywem Białożyckiego Gronia o długości 1 km). Droga będzie miała przekrój dwujezdniowy o długości 4,8 km oraz jednojezdniowy o długości 3,7 km. Umowę podpisano 10 października 2019 roku. Inwestor przeznaczył na ten cel ok. 1,5 mld zł. Planowane zakończenie budowy to sierpień 2023 rok.

## Historia odcinkaMysłowice Kosztowy–Bielsko-BiałaSuchy Potok
Odcinek o długości 39,7 km. Budowę zaplanowano po nowym śladzie ok. 10–15 km na wschód od obecnej dwujezdniowej drogi krajowej nr 1. W momencie zakończenia budowy węzły Tychy oraz Lędziny-Hołdunów znajdą się poza przebiegiem drogi S1.
22 listopada 2017 roku została podpisana umowa z firmą Multiconsult Polska na opracowanie koncepcji programowej dla odcinka S1 Mysłowice – Bielsko-Biała. Wartość kontraktu to 5,659 mln zł, a zamówienie ma zostać zrealizowane w ciągu 21 miesięcy (11 miesięcy na opracowanie koncepcji programowej i 10 miesięcy na wsparcie Generalnej Dyrekcji Dróg Krajowych i Autostrad w trakcie postępowania o udzielenie zamówienia publicznego na roboty budowlane. Przetarg ogłoszono 10 października 2019 r. W 2020 r. zostały podpisane umowy na budowę odcinków pomiędzy Oświęcimiem a Dankowicami i Dankowicami a Bielskiem-Białą (Suchy Potok).  22 lutego 2021 r. unieważniony został przetarg na pierwszy odcinek Mysłowice (węzeł Kosztowy II) – Oświęcim. Odcinek Mysłowice – Oświęcim podzielono na dwa odcinki: Mysłowice – Bieruń i Bieruń – Oświęcim.
6 kwietnia 2021: publikacja ogłoszenia o dobrowolnej przejrzystości na realizację zamówienia z wolnej ręki na odcinku Bieruń – Oświęcim. 21 maja 2021r. unieważniono postępowanie przez GDDKiA.
4 czerwca 2021: ogłoszenie przetargu na realizację odcinka Bieruń – Oświęcim a 11 czerwca 2021r. ogłoszono przetarg na realizację odcinka Mysłowice (Kosztowy II) – Bieruń.

### Warianty odcinka Mysłowice Kosztowy –Bielsko-Biała
- Na przełomie maja i czerwca 2008 roku istniało jedynie 5 wariantów drogi. Wybrano wtedy wstępnie wariant IV, który miał biec m.in. wzdłuż linii kolejowej Brzeszcze – Oświęcim. Jednakże ten wariant oprotestowali eksperci z UNESCO, argumentując protest obawą naruszenia strefy ciszy wokół byłego niemieckiego obozu koncentracyjnego Auschwitz-Birkenau i grożąc wpisaniem tego obiektu na Listę Światowego Dziedzictwa w Zagrożeniu.
- Na początku sierpnia wójt gminy Miedźna poinformował media o przygotowaniu wariantu VI, mającego biec na granicy gmin Miedźna i Bojszowy, przez środek lasu. Informacja pojawiła się w gazecie regionalnej „Echo”. W listopadzie 2009 wariant ten został zaakceptowany przez wszystkie lokalne samorządy[44]. GDDKiA zrezygnowała z rekomendowania wariantu VI ze względów środowiskowych. Zagrożony był obszar Natury 2000 „Stawy w Brzeszczach”, a dokładniej siedlisko ptaka objętego ochroną (ślepowrona)[45].
- W połowie 2016 r. wydano decyzję środowiskową dla kompromisowego wariantu przebiegu, w którym została uwzględniona obwodnica Oświęcimia wraz z mostem na Sole, połączenie jej z drogą krajową 44 oraz drogami wojewódzkimi 933 i 948, a następnie z budowaną obwodnicą północną. W grudniu 2016 roku drogowcy ogłosili przetarg na realizację inwestycji. Niestety na wyznaczonej trasie znalazło się ujęcie wody w Dankowicach. Prace opóźniły się i ostatecznie w 2 połowie 2019 ogłoszono przetarg na budowę drogi z podziałem na 3 odcinki[1].

| Wariant V | Wariant VI |
| --- | --- |
| - Mysłowice (Kosztowy) - Lędziny - Bieruń - Międzyrzecze - Gilowice - Miedźna - Bestwinka - Kaniów - Dankowice - Stara Wieś - Bielsko-Biała (Suchy Potok) | - Mysłowice (Kosztowy) - Lędziny - Bieruń - Oświęcim (Stare Stawy) - Brzeszcze - Dankowice - Stara Wieś - Bielsko-Biała (Suchy Potok) |

### Cztery warianty z 2012 roku
W 2012 r. powstały cztery nowe warianty (A, B, C, D) drogi ekspresowej S1 będące kompilacją dotychczasowych wariantów.
| Wariant A (39,7 km) | Wariant B (40,4 km) | Wariant C (40,8 km) | Wariant D (42,1 km) |
| --- | --- | --- | --- |
| przebiega przez gminy: - Mysłowice - Lędziny - Imielin - Bieruń - Bojszowy - Miedźna - Bestwina - Wilamowice - Bielsko-Biała | przebiega przez gminy: - Mysłowice - Lędziny - Imielin - Bieruń - Bojszowy - Oświęcim - Bestwina - Brzeszcze - Wilamowice - Bielsko-Biała | przebiega przez gminy: - Mysłowice - Lędziny - Imielin - Bieruń - Bojszowy - Oświęcim - Bestwina - Brzeszcze - Wilamowice - Bielsko-Biała | przebiega przez gminy: - Mysłowice - Lędziny - Imielin - Bieruń - Bojszowy - Oświęcim - Bestwina - Brzeszcze - Wilamowice - Bielsko-Biała |

### Pozostałe warianty
- W 2013 roku powstał nowy wariant, nazwany wariantem H (hybrydowym), który został stworzony przez Przedsiębiorstwo Górnicze „SILESIA” z Czechowic-Dziedzic. Wariant ten został przedstawiony GDDKiA oraz Ministrowi Transportu.
- Wariant H został poparty przez PG „Silesia”, KWK „Brzeszcze” oraz władze gmin Miedźna, Bestwina i Brzeszcze. Przez GDDKiA prowadzone były procesy konsultacji społecznych.
- W listopadzie 2013 roku został przedstawiony planowany, skorygowany przebieg drogi ekspresowej S1 w wariancie H (hybrydowym). Wariant ten będzie planowo przebiegał przez gminy: Mysłowice – Lędziny – Imielin – Bieruń – Bojszowy – Miedźna – Brzeszcze – Wilamowice – Bielsko-Biała.

### Uwarunkowania ekonomiczne
Źródło:.
| Wariant                      | A              | B              | C              | D              |
| ---------------------------- | -------------- | -------------- | -------------- | -------------- |
| Długość drogi ekspresowej    | 39,734 km      | 40,388 km      | 40,821 km      | 42,113 km      |
| Długość obwodnicy Oświęcimia | 9,540 km       | 5,190 km       | 5,090 km       | 5,180 km       |
| Roboty drogowe               | 1317,62 mln zł | 1204,87 mln zł | 1188,72 mln zł | 1223,32 mln zł |
| Sieci uzbrojenia             | 105,41 mln zł  | 96,39 mln zł   | 95,10 mln zł   | 97,87 mln zł   |
| Obiekty inżynierskie         | 573,04 mln zł  | 646,89 mln zł  | 724,31 mln zł  | 659,13 mln zł  |
| Wykup i wyburzenia           | 258,52 mln zł  | 244,69 mln zł  | 248,17 mln zł  | 243,47 mln zł  |
| MOPy i węzły drogowe         | 123,82 mln zł  | 123,82 mln zł  | 123,82 mln zł  | 123,82 mln zł  |
| Ochrona środowiska           | 237,84 mln zł  | 278,67 mln zł  | 238,01 mln zł  | 234,76 mln zł  |
| Projektowanie i nadzór       | 39,24 mln zł   | 40,43 mln zł   | 39,27 mln zł   | 38,74 mln zł   |
| Wydatki nieprzewidziane      | 398,32 mln zł  | 410,36 mln zł  | 398,61 mln zł  | 393,16 mln zł  |
| Suma netto                   | 3053,61 mln zł | 3146,12 mln zł | 3056,01 mln zł | 3014,27 mln zł |
| Netto na 1 km trasy          | 61,98 mln zł   | 69,03 mln zł   | 66,56 mln zł   | 63,74 mln zł   |
| VAT 23%                      | 702,38 mln zł  | 723,61 mln zł  | 702,88 mln zł  | 693,28 mln zł  |
| Suma brutto                  | 3756,19 mln zł | 3869,73 mln zł | 3758,89 mln zł | 3707,55 mln zł |